# Kerstin Anckers
Kerstin Anckers, född 1 augusti 1931 i Stockholm, död 24 september 2012 i Värmdö, var en svensk kalligraf och grafisk formgivare.

## Biografi
Kerstin Anckers var elev hos bland andra Karl-Erik Forsberg under studietiden. Hon var syster till Nicke Anckers. Hon inledde sina studier på Teckningslärarinstitutet på Konstfack 1949, och studerade senare vid Graphische Lehr- und Versuchsanstalt i Wien och på Allgemeine Gewerbeschule i Basel med lärare som Armin Hofmann och Emil Ruder.
1955 blev hon Sveriges första kvinnliga förlagsanställda bokformgivare på Bonniers förlag. Som kalligraf hade Anckers uppdrag för flera olika företag, organisationer och institutioner såsom Nobelstiftelsen, Vetenskapsakademien, Naturskyddsföreningen, FN och Nationalmuseum. Hon kalligraferade Nobeldiplom 1962–1989.
Anckers anlitades av Skolöverstyrelsen 1971 för att reformera grundskolans handskriftsundervisning, vilket ledde till den nya skrivstil som kom att kallas skolöverstyrelsestilen (SÖ-stilen) och blev obligatorisk i svenska skolor 1975. Hon skrev också läroböcker. Hon undervisade vid Konstfack, Beckmans och var medgrundare till Skrivskolan och därefter (1995) Kalligrafiska Kretsen.
År 1970 invaldes hon som en av de första kvinnliga medlemmarna i Stockholms Typografiska Gille, där hon under sex år hade rollen som gillets ordförande. År 2000 mottog hon Berlingpriset. 